# فرودگاه بین‌المللی کربلا
فرودگاه بین‌المللی کربلا (به عربی: مطار کربلاء الدولی) یک فرودگاه در عراق است که در استان کربلا واقع شده‌است.